# Oberer Jansenkotten

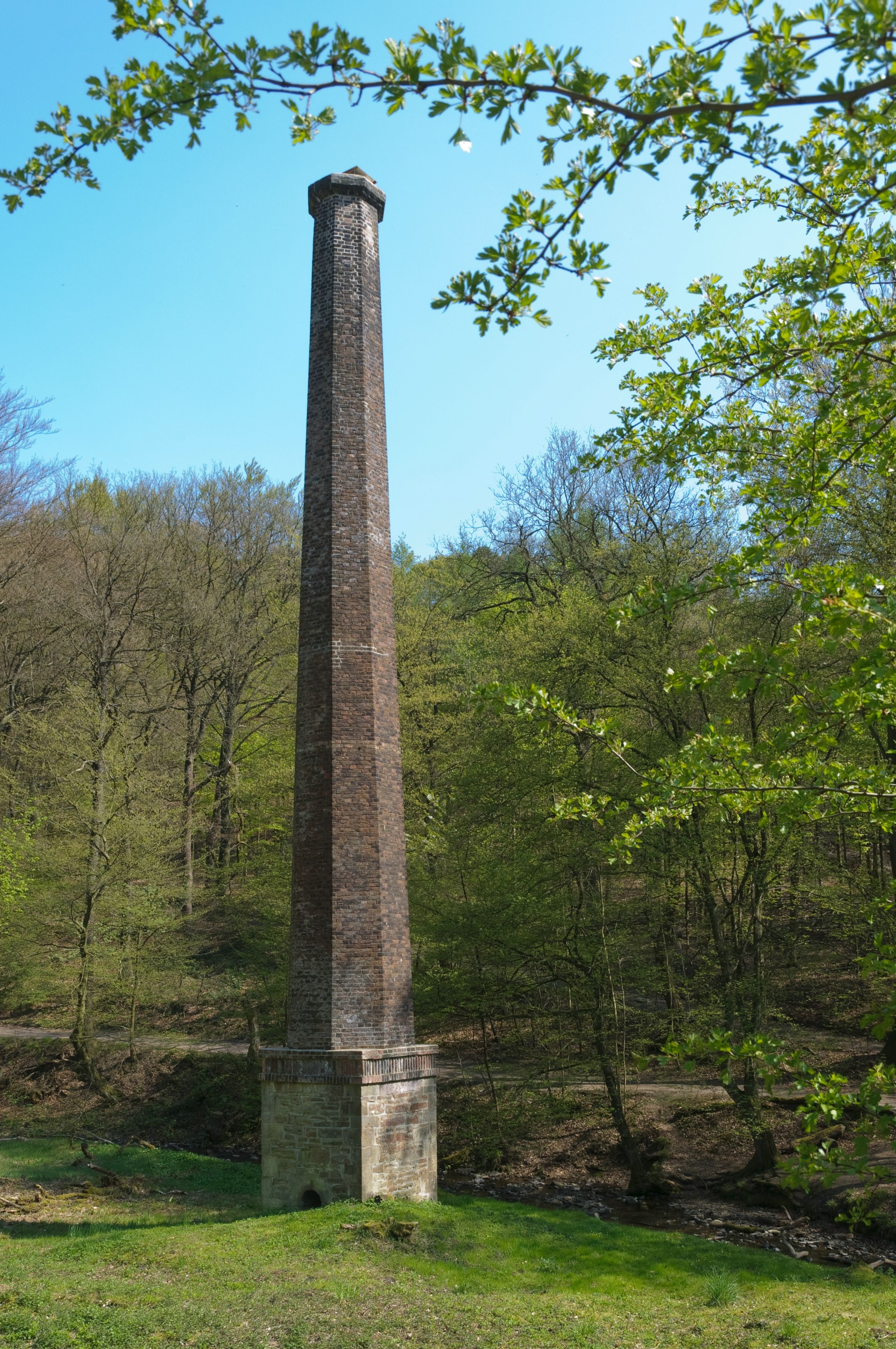
Erhaltener Schornstein des Oberer Jansenkotten

Der Obere Jansenkotten war ein Schleifkotten im Gelpetal im Wuppertaler Ortsteil Elberfeld (Nordrhein-Westfalen). Er befindet sich unmittelbar an der Grenze zu den Stadtteilen Cronenberg und Ronsdorf. Hier mündet der Eichholzbach auf einer Höhe von etwa 235 Metern über Normalnull in die Gelpe. Das Gebäude wurde 1908 abgebrochen, nur der Kamin ist erhalten und wurde als Baudenkmal in der Denkmalliste der Stadt Wuppertal eingetragen.

## Geschichte

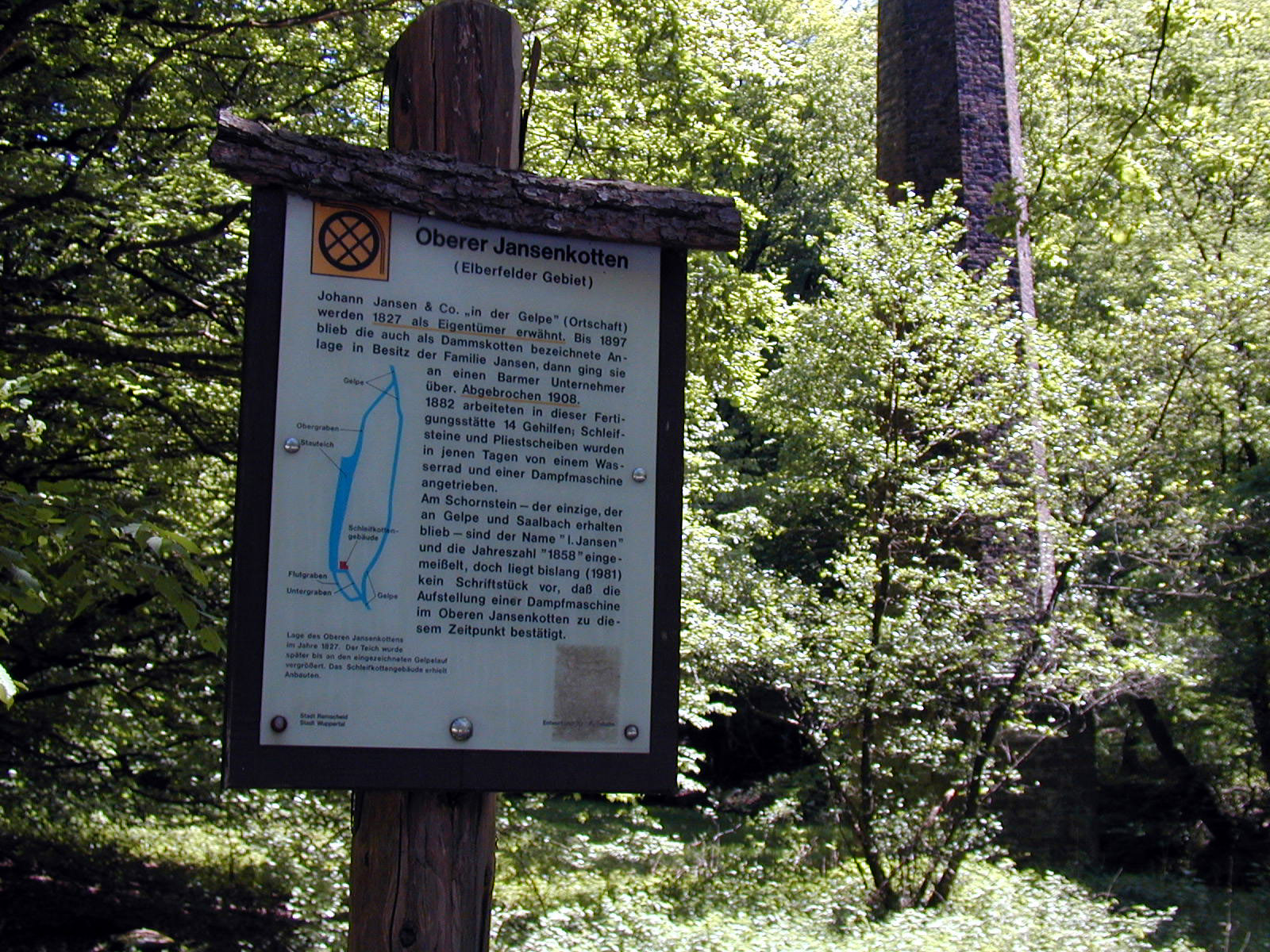
Hinweistafel zum Oberen Jansenkotten, im Hintergrund der denkmalgeschützte Kamin

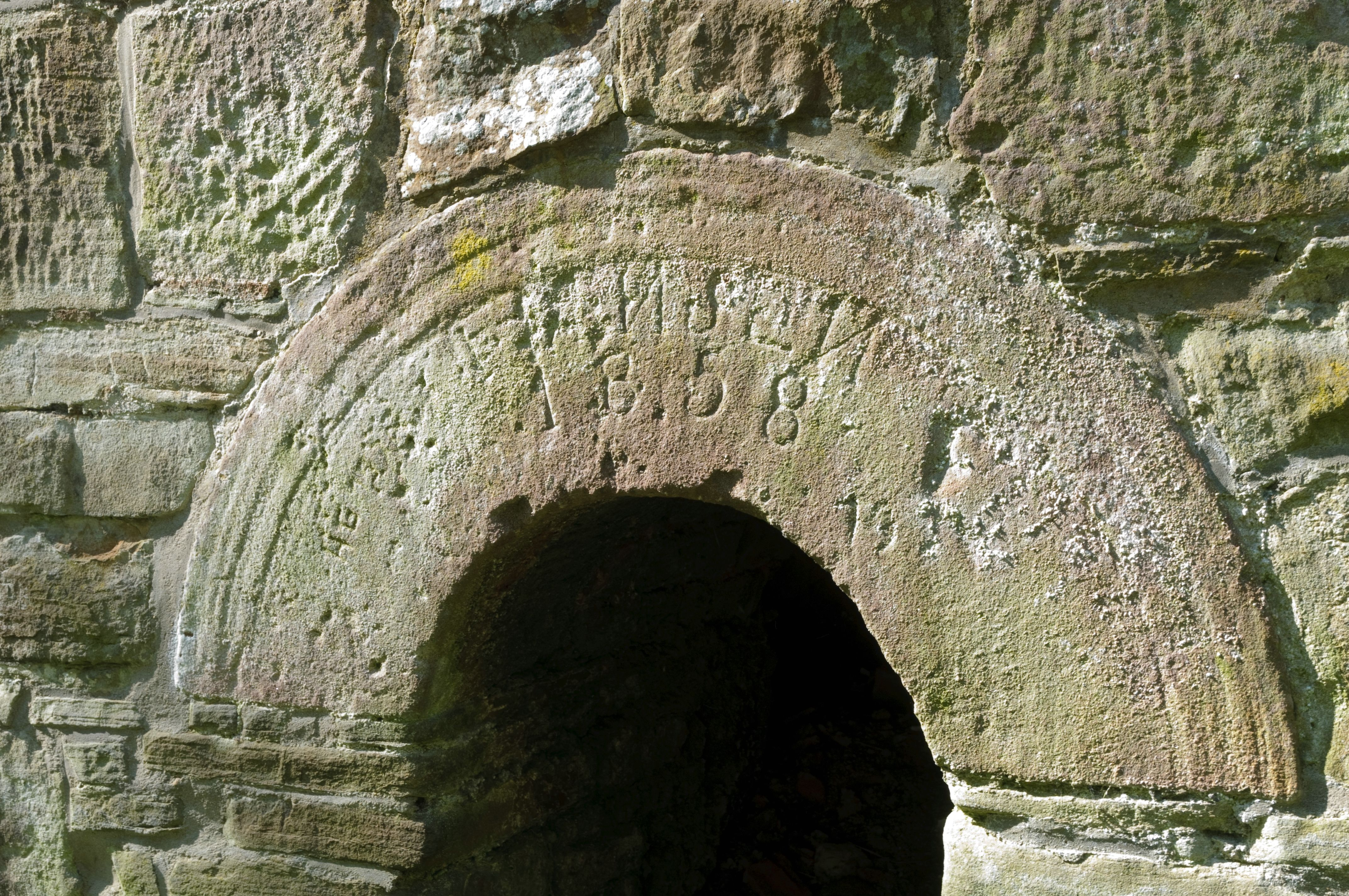
Inschrift am Schornstein

Der Schleifkotten wurde erstmals 1800 als Besitz des Caspar Eicken urkundlich erwähnt. Der Schleifkotten ging 1826 in den Besitz des Johann Jansen, wohnhaft in dem nahen Weiler In der Gelpe, über. Ein Obergraben führte Wasser des Bachs Gelpe zu einem Reserveteich, der mit einem 200 Meter langen Graben mit dem eigentlichen Stauteich verbunden war und diesen bei Wassermangel der Gelpe ersatzweise speiste. Der Stauteich hielt Wasser für das Wasserrad der Schleiferei bereit, das mit seinem künstlichen Gefälle die Welle der rotierenden Schleifsteinen und Pliestscheiben antrieb.
Laut einer Inschrift am Bauwerk wurde 1858 auf einem Bruchsteinsockel der 20 Meter hohe Kamin erbaut. Der Kamin führte die Abgase einer Dampfmaschine ab, die die Wasserkraft ergänzte. Wann genau diese Dampfmaschine installiert wurde, geht aus den Akten nicht hervor – laut der Überlieferung soll es aber die erste im Gelpetal gewesen sein. 1882 arbeiten in dem Oberen Jansenkotten 14 Gehilfen.
Der Schleifkotten, der in den Unterlagen auch Dohmskotten oder Dammskotten genannt wurde, war bis 1897 (laut anderen Angaben bis 1905) im Familienbesitz und ging dann an einen Barmer Unternehmer über. 1908 erfolgte der Abriss, einzig der Kamin blieb erhalten.
Am 12. November 1993 wurde der Kamin als technisches Kulturdenkmal unter Schutz gestellt. Anfang des 21. Jahrhunderts erwarb die Stadt Wuppertal das Gelände aus Privatbesitz. Im Mai 2009 wurde die aus Spendenmitteln des Gelpevereins finanzierte und von der Stadt mit logistischen Mitteln unterstützte Sanierung des Kamins abgeschlossen.
Gegenüber, auf dem Gebiet der ehemaligen Stadt Cronenberg (Wohnquartier Hahnerberg), befand sich das Ausflugslokal „Bergisch Nizza“, das im Zweiten Weltkrieg zerstört wurde und von dem noch einige Grundmauern erkennbar sind.